# Шири Уркан
Шири Уркан (фр. Chiry-Ourscamps) насеље је и општина у североисточној Француској у региону Пикардија, у департману Оаза која припада префектури Компјењ.
По подацима из 2011. године у општини је живело 1081 становника, а густина насељености је износила 81,58 становника/km². Општина се простире на површини од 13,25 km². Налази се на средњој надморској висини од 50 метара (максималној 150 m, а минималној 33 m).

## Демографија
| 1962. | 1968. | 1975. | 1982. | 1990. | 1999. | 2011. |
| ----- | ----- | ----- | ----- | ----- | ----- | ----- |
| 680   | 720   | 833   | 1.019 | 1.099 | 1.203 | 1.081 |

График промене броја становника у току последњих година